# Paulina Hewelke
Paulina Hewelke (ur. 16 listopada 1854 w Pułtusku, zm. 28 stycznia 1924 w Warszawie) – polska działaczka oświatowa.

## Życiorys
Urodziła się 16 listopada 1854 r. w Pułtusku w rodzinie ewangelickiego pastora tamtejszej parafii ewangelicko-augsburskiej Ottona i Pauliny z Baumów. Pracowała najpierw jako nauczycielka języka niemieckiego w gimnazjum rządowym w Pułtusku. Po śmierci ojca została jedyną opiekunką matki i rodzeństwa.
Po przeprowadzce do Warszawy uczyła na prywatnych pensjach i organizowała wykłady tajnych kursów naukowych dla kobiet. W 1896 r. odkupiła od Izabeli Smolikowskiej jej pensję dla dziewcząt i prowadziła ją do 1919 r. Założyła w niej pierwszą w żeńskich szkołach w Warszawie pracownię chemiczną i fizyczną. W jej szkole bardzo prężnie działało koło Organizacji Młodzieży Narodowej, będącej ekspozyturą Związku Młodzieży Polskiej „Zet”. Dbała o rozwój fizyczny i odpoczynek uczennic, organizując wycieczki wakacyjne. Hewelke była sygnatariuszką dokumentów założycielskich, skarbniczką oraz członkinią zarządu utworzonego w grudniu 1905 r. Stowarzyszenia Nauczycielstwa Polskiego. Organizowała także tajne nauczanie o Polsce i wykłady uzupełniające tzw. Uniwersytetu Latającego. Popierała powstające w tym czasie harcerstwo, opiekowała się więźniami politycznymi, niezamożne uczennice często zwalniała (częściowo lub całkowicie) z czesnego.
W 1919 r. odsprzedała pensję władzom polskim, które stworzyły z niej Gimnazjum Państwowe im. Klementyny Tańskiej Hoffmanowej. Zmarła 28 stycznia 1924 r. i została pochowana w Warszawie na cmentarzu ewangelicko-augsburskim przy ulicy Młynarskiej (aleja 63, grób 102).

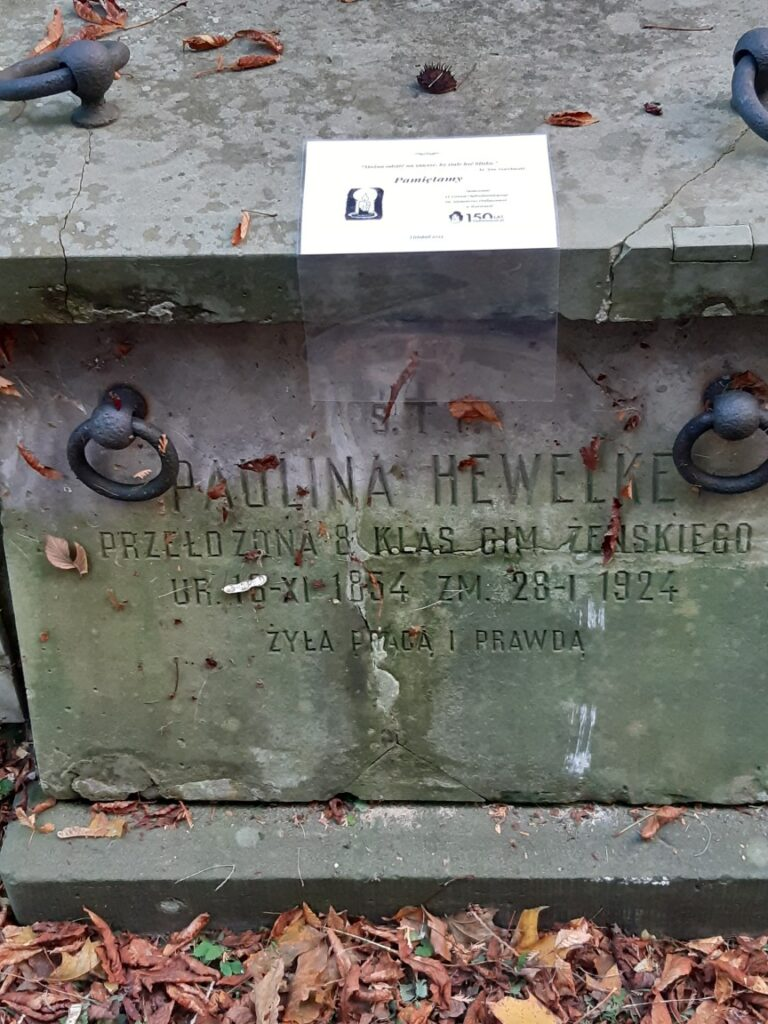
Grób Pauliny Hewelke, Cmentarz Ewangelicko-Augsburski, Młynarska 54/56/58, 63 ‒ 1 ‒ 102